# Asaphinae
La sottofamiglia degli Asaphinae Ashmead, 1904, è un piccolo raggruppamento di insetti della famiglia degli Pteromalidi (Hymenoptera Chalcidoidea) comprendente specie iperparassite.

## Morfologia
I caratteri morfologici comuni ai membri di questa sottofamiglia sono i seguenti:
- Le antenne comprendono 2 anelli e hanno un funicolo di 6 articoli.
- Le gene [1] sono marcatamente carenate.
- L'addome è lungamente peziolato, con peziolo scanalato.

## Biologia
Gli Asafini più rappresentativi sono iperparassiti associati a Imenotteri parassitoidi degli Afidi (Braconidi Afidiini e Calcidoidi Afelinidi) o, più in generale, a parassitoidi e predatori (es. Neurotteri) di Rincoti Omotteri.
Due specie europee del genere Bairamlia sono associate a larve di Siphonaptera (pulci), presenti rispettivamente nei nidi di uccelli (B. nidicola) o in tane di scoiattolo (B. fuscipes) . Dal momento che i Sifonatteri sono zooparassiti ectofagi di vertebrati, queste due specie di Pteromalidi possono essere considerate iperparassite a tutti gli effetti.

## Sistematica
La sottofamiglia comprende circa 25 specie ripartite fra sei generi. Il genere più rappresentativo è Asaphes.